# Sebdou (distrito)
Sebdou é um distrito localizado na província de Tremecém, no noroeste da Argélia. Em 2008, sua população era de 55 012 habitantes.